# Выделение (биология)

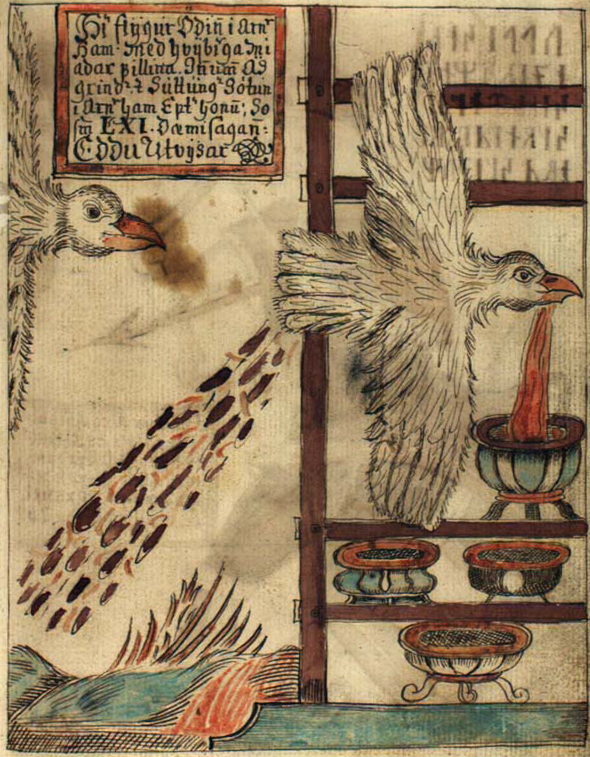
Выделение у птиц

Выделе́ние, экскре́ция — процесс освобождения организма от конечных продуктов метаболизма — экскрементов.

## Описание процесса
У человека и животных процесс выделения происходит несколькими путями: выведение с мочой через почки, с желчью и калом через кишечник, путём испарения пота с поверхности кожи, а также путём удаления газообразных или легко испаряющихся веществ через органы дыхания. Выделение является важным процессом во всех формах жизни. Например, у млекопитающих моча выводится через мочеиспускательный канал, который является частью выделительной системы. В одноклеточных организмах продукты жизнедеятельности выводятся непосредственно через поверхность клетки.

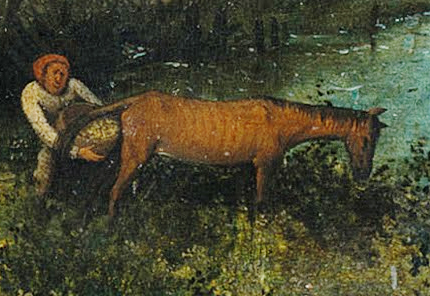
Экскреция
(художник Питер Брейгель Старший)

Во время таких процессов, как, например, клеточное дыхание, в организме происходят химические реакции. Они называются метаболизмом. Эти химические реакции приводят к образованию побочных продуктов, таких как углекислый газ, вода, соли, мочевина и мочевая кислота. Накопление этих отходов выше определенного уровня в организме вредно для здоровья. Выделительные органы удаляют эти шлаки. Этот процесс удаления метаболических отходов из организма известен как выделение.
Зеленые растения выделяют углекислый газ и воду в качестве продуктов дыхания. У зеленых растений углекислый газ, выделяемый при дыхании, усваивается во время фотосинтеза. Кислород является побочным продуктом, образующимся во время фотосинтеза, и выходит через устьица, стенки корневых клеток и другие пути. Растения могут избавиться от избытка воды путем испарения и гуттации. Было показано, что лист действует как «экскретофор» и, помимо того, что он является основным органом фотосинтеза, он также используется как средство выделения токсичных отходов путем диффузии. Другие отходы, выделяемые некоторыми растениями, — смола, латекс и т. д., выводятся из внутренней части растения под действием гидростатического давления внутри растения и сил поглощения растительными клетками. Эти процессы не нуждаются в дополнительной энергии, они действуют пассивно. Однако во время фазы, предшествующей абсцессу, степень метаболизма листа повышена. Растения также выделяют часть отходов в почву.